# وادي عارة

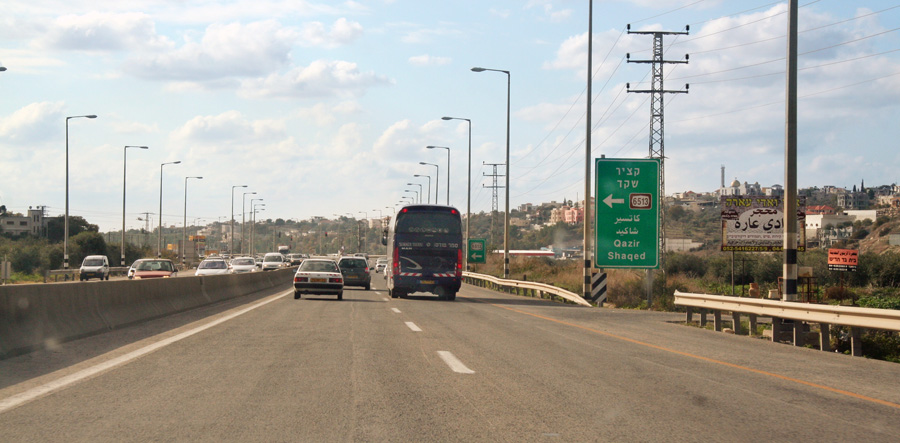
شارع وادي عارة وتظهر بالخلفية مدينة كفر قرع

وادي عارة (بالعبرية: נחל עירון ) هي منطقة عربيّة تقع شماليّ مركز إسرائيل في منطقةِ المُثلّث الشّمالي، يمرُّ بها «شارع 65» ليربُطَ بين السهل الساحلي والجليل الأسفل. يقع على امتدادِ شارع وادي عارة بلداتٌ عربيّة أشهرُها مدينة أُمّ الفحم وغيرها العديد من القُرى، مثل: كفر قرع، عارة، عرعرة، مُصمُص، مشيرفة والبيّاضة.

## التسمية
سُمّي الواد على اسمِ «تلّ عارة» الكنعانيّ الّتي تقع عليهِ قرية عارة اليوم، وقد ذُكر اسمهُ في رسائلِ تلّ العمارنة الفرعُونيّة بكونهِ الممرّ الّذي عبر فيهِ تحوتمس الثاني خلال الحُروب الّتي قام بها في بلادِ الشّام.

## التاريخ
منذ فجر التاريخ البشري كان يستخدم طريق وادي عارة كممر عبور رئيسي بين السهل الساحلي والجليل. حيث كان متصلاً بطريق البحر إلى داخل فلسطين، نحو سوريا وبلاد ما بين النهرين. لوادي عارة أهميّة تاريخيّة بكونهِ ممرًا إستراتيجيًّا مُنذ الفترة الكنعانيّة وحتّى يومنا هذا.
في سنواتِ الثمانينات أُقيمت العديد من المُستوطناتِ اليهوديّة على امتدادِ الوادي من أجلِ منع التتابع الجُغرافي للسُكّانِ العرب. وبسببِ قُربه من الضّفّةِ الغربيّة ناشد الكثير من السياسيّين الإسرائيليّين مُنذ مُنتصف التسعينات بضمِّ منطقة وادي عارة إلى نُفوذِ السُلطة الوطنيّة الفلسطينيّة مُقابلِ إقرار بعض المُستوطنات اليهوديّة في الضّفّةِ الغربيّة كمُستوطناتٍ تابعة للسيادةِ الإسرائيليّة.

### العصر الحجري النحاسي
يتسم موقع تل الأساور بمستوى مهني رئيسي يعود للعصر الحجري النحاسي المبكر، عندما كانت قرية كبيرة بها معبد تقع في الموقع الذي يسقى جيدًا.

### العصر البرونزي المبكر
في تل الأساور أيضًا غطت الموقع مدينة مسورة الموقع خلال العصر البرونزي المبكر، وهو مركز حضري مبكر ومكتظ بالسكان بشكل استثنائي في جنوب بلاد الشام.

### العصر البرونزي المتأخر: تحتمس الثالث
في أواخر العصر البرونزي، استخدم الملك المصري تحتمس الثالث (حكم 1479-1425 قبل الميلاد)، الطريق الذي كان يسمى آنذاك أرونا لمفاجأة أعدائه، والسيطرة على قرية مجيدو. وفقًا لمعلومات من لوحة من أرمنت، تقدم ملك قادِش بجيشه إلى مجيدو. حشد تحتمس الثالث جيشه وغادر مصر عابرا قلعة تجارو الحدودية (سيلا). سار تحتمس بقواته عبر السهل الساحلي حتى يفنه ثم إلى الداخل باتجاه ييهم، وهي مدينة صغيرة بالقرب من مجيدو. ربما كانت معركة مجيدو التي تلت ذلك أكبر معركة في أي من حملات تحتمس السبعة عشر. كانت سلسلة من الجبال البارزة تنحدر من جبل الكرمل إلى الداخل تعيق طريق الملك تحتمس للوصول إلى مجيدو، وكان لديه ثلاثة طرق محتملة ليسلكها. اعتبر مجلس الحرب أن الطريق الشمالي والطريق الجنوبي، وكلاهما يدور حول الجبل أنهما الأكثر أمانًا، ولكن تحتمس اتهم المجلس بالجبن، في تصرف يتسم بالشجاعة الكبيرة (أو حتى يتباهى، ولكن هذا المدح يعتبر أمرًا عاديًا في النصوص المصرية)، وسلك طريقًا خطيرًا، عبر ممر جبل أرونا. الذي زعم أنه كان واسعا بما يكفي ليمر به الجيش "حصان بعد حصان ورجل بعد رجل".

### الفترة العثمانية
```
جاء المصريون إلى وادي عارة نتيجةً لموجات الهجرة خلال النصف الأول من القرن التاسع عشر، وتضم المنطقة حاليًا عددًا من القرى التي تضم عددًا كبيرًا من السكان المنحدرين من أصل مصري.
[
6
]
```

### حرب 1948-49
استولت عليها قوات جامعة الدول العربية العراقية تحت قيادة الضابط العراقي النقيب خليل جاسم، في حرب 1948، وتم التنازل عنها لإسرائيل مقابل الأراضي الواقعة جنوب الخليل في اتفاقية الهدنة الإسرائيلية الأردنية لعام 1949. في مارس 1949، عندما حل الجيش الأردني محل القوات العراقية، انتقلت ثلاثة ألوية إسرائيلية إلى مواقع في عملية شين -تاف -شين. وفي أعقاب العملية، أعادت إسرائيل التفاوض على خط وقف إطلاق النار في منطقة وادي عارة في شمال الضفة الغربية في اتفاق تم التوصل إليه في 23 آذار/مارس 1949، وأدرجت في اتفاق الهدنة العامة. تم التنازل عن هذه القرى الخمس عشرة لإسرائيل.

## الجغرافيا
تتسم منطقة وادي عارة بجغرافية مميزة، فهي عبارة عن سلسلة من الجبال والهضاب تمتد على الجانبين على طول ما يقارب 10 كيلومترات، حيث جبال عرعرة والخطاف وجبال أم الفحم من الجنوب والشرق، وهضبة الروحة تحاذي وادي عارة من الشمال عند كفر قرع وعارة، ومن الغرب عند مصمص ومشيرفة. ويتكون بين هاتين السلسلتين وادٍ طويل بنفس المسافة مع سهل ضيّق على جانبي الوادي، يصبح أكثر ضيقًا كلما اتجهنا من الجنوب إلى الشمال، حيث ينغلق وادي عارة عند طلعة البياضة. وعادة ما يمتلئ هذا الوادي بالمياه لكثرة الأمطار الغزيرة وعيون الماء الجارية من ينابيع الروحة.
يتكون خط توزيع المياه في الوادي مقابل عين إبراهيم، حيث هناك ينفصل جريان المياه في الوادي جنوبًا في وادي عارة باتجاه السهل الساحلي، وهناك أيضًا تجري المياه شمالاً في الوادي مارًا في زلفة باتجاه مرج بن عامر. يكوّن الوادي على جانبية منطقة خصبة بالأشجار والخضار، كما أنّ هذه المنطقة تحوي العشرات من عيون الماء والآبار التي تتوزع على جانبي الوادي تبدأ من عيون الأساور الغزيرة عند منفذ الوادي الجنوب غربي وبير الدوادار وتنتهي عند عيون اللجون وواديها في منفذ وادي عارة الشمالي، مثل عين الحجّة وعين إمّ الرزّ وعين الستّ وغيرها، والتي كانت تشكل مصدر حياة للحيوانات والبشر، وممرًا تجاريًا وعسكريًا هامًا عبر العصور. لذا ليس غريبًا أن هذه المنطقة كانت مقرًا هاماً للسكنى في العصور المختلفة، حيث تنتشر الكثير من المغر والكهوف في هذه الجبال المحاذية، والتي تم حفرها منذ عصور قديمة وسكنها الإنسان.

## السكان
يُعتبر وادي عارة من التجمعات الأساسية داخل الخط الأخضر، حيث يسكنه جزء من المُواطنين العرب الّذين يحملون الجنسيّة الإسرائيليّة. ويبلغُ تعدادهم ما يزيد عن 100,000 نسمة. وأكبر تجمّع سُكّاني فيها هي مدينة أُمّ الفحم، حيث يبلغ عدد سُكّانها حوالي 52,000 نسمة.

## المؤسسات التعليمية
يداً بيد – جسر عبر الوادي هي مدرسة عبرية عربية ثنائية اللغة تقع في قرية عربية في وادي عارة. تأسست في عام 2004 مع 100 طالب في رياض الأطفال حتى الصف الثالث. وفي عام 2008، كانت الفصول تقدم حتى الصف السادس، وارتفع عدد الملتحقين بالمدرسة إلى 200 طالب، مقسمة بالتساوي بين العرب واليهود.

## مقترح تبادل الأراضي
حظيت المنطقة باهتمام سياسي حيث طرح بعض السياسيين الإسرائيليين مثل أفيغادور ليبرمان من حزب إسرائيل بيتنا نقل المنطقة إلى سيادة وإدارة السلطة الفلسطينية من أجل دولة فلسطينية مستقبلية. وفي المقابل، ستنقل السلطة الفلسطينية "كتل" استيطانية إسرائيلية كبيرة محددة داخل الضفة الغربية شرق الخط الأخضر إلى إسرائيل. ووفقا للسياسيين الذين يدعمون تبادل الأراضي هذا، فإن إسرائيل ستضمن وتؤمن نفسها كدولة يهودية في المقام الأول. ومع ذلك، فإن العديد من السياسيين داخل الكنيست لا يوافقون على ذلك ويعتقدون أنه لن يؤدي إلا إلى انخفاض عدد السكان العرب في إسرائيل بنسبة 10 في المئة فقط، في حين أن معظم العرب الإسرائيليين يعترضون على مقايضة الجنسية الإسرائيلية بالجنسية الفلسطينية.

## وصلات خارجيّة
- مقطع ڤيديو على موقعِ إحناTV: يُصوّر طريق وادي عارة من البيّاضة وحتّى كُفر قرع مُرورًا بمشيرفة، مُصمُص، أُمّ الفحم، عرعرة وعارة.